# Андерсен, Юрий Андреевич
Юрий Андреевич Андерсен (11 октября 1921, Яблоновка, современный Белоцерковский район, Киевская область — 18 июля 2001, Москва, Московская область) — советский военачальник, генерал-лейтенант. Участник Великой Отечественной войны.

## Биография
Родился 11 октября 1921 года в Яблоновке (современный Белоцерковский район, Киевская область). Отец — Андерсен Андрей Васильевич, датчанин, инженер-механик, скончался в 1923 году от тифа в городе Василькове; мать — Шимкина Татьяна Васильевна, украинка, машинистка, скончалась в 1927 году после операции на почках в Киеве. Дед — Шимкин Василий, украинец, во время службы на Кавказе выслужился из солдат в офицеры, имел награды, после выхода в отставку некоторое время был уездным исправником, владел паем в сахарном заводе и паровой мельнице, скончался до революции[уточнить]. Бабушка — Екатерина Шимкина, родом с Кавказа, утонула, упав в колодец.
Ю. А. Андерсен с 1927 по 1931 год, оставшись сиротой, находился в детском доме. В 1931 году был забран оттуда в семью Маркова Маркияна Григорьевича (умер в 1948 году) и Шимкиной Галины Васильевны (умерла в 1952 году), сестры матери. Окончил 9 классов 21-й средней школы города Киева. Прошёл курс обучения в Центральном аэроклубе Украины (Киевский аэроклуб Осоавиахима).
Увлекался боксом, был призёром чемпионата Украины среди юношей.
С октября 1938 года работал в дневную смену затяжчиком 4-й государственной обувной фабрики, а в вечернее время учился на 4-м курсе механического техникума. В сентябре 1939 года, по комсомольской путёвке, выданной Петровским районным комитетом ЛКСМ(У) города Киева, был направлен в военное училище.
В мае 1939 года был выпущен из 1-го Киевского Краснознамённого артиллерийского училища имени С. М. Кирова. Сразу по окончании училища был откомандирован на переподготовку в Горьковское училище зенитной артиллерии имени В. М. Молотова (Гороховецкие лагеря).

### Великая Отечественная война
Участвовал в Великой Отечественной войне с июля 1941 года. Начинал воинский путь лейтенантом, в должности командира взвода 767-го ЗАП, на Московском фронте ПВО. В октябре—декабре 1941 года командовал батареей 5-й дивизии ПВО Приволжского военного округа.
С декабря 1941 по сентябрь 1942 года был командиром батареи 113 отдельного зенитного артиллерийского дивизиона (ЗАД), откуда выбыл в госпиталь после тяжёлого ранения (после первых двух оставался в строю). После выписки из госпиталя в течение двух месяцев командовал отдельной батареей 2-й ударной армии в составе Архангельского военного округа.
В декабре 1942 года направлен в расположение формировавшейся 22-й зенитной дивизии РГК близ станции Павшино Красногорского района Московской области, откуда убыл на фронт. Во время следования на фронт возглавил отражение атаки немецких бомбардировщиков, а после подбития одного из них (HE-111) организовал и возглавил группу захвата, лично взяв в плен, после перестрелки и рукопашной схватки, командира в звании обер-лейтенанта.
С апреля 1943 года исполнял обязанности, а в сентябре утверждён в должности командира 1335-го зенитного артиллерийского полка (ЗАП). С апреля 1944 года заместитель командира, командир 271-го гвардейского армейского зенитно-артиллерийского полка 3-го Украинского фронта.
Участвовал в боях за освобождение Запорожья (в составе первой волны с помощью подручных средств форсировал Днепр в ноябре 1943 года), Никополя и Кривого Рога. Возглавлял оборону ПВО важнейшего транспортного узла Раздельная.
После пересечения войсками Красной Армии линии государственной границы СССР, в составе войск 3-го Украинского фронта с боями прошёл Румынию, Болгарию, Югославию, Венгрию и Австрию.
За время нахождения на фронте получил три лёгких (одно совмещённое с контузией) и одно тяжёлое ранения.
В 1942 году, в составе танковой оперативной группы под командованием генерала-майора В. М. Алексеева, дважды выводил из окружения вверенную ему часть с сохранением боевой техники, а также бойцов других частей, временно приняв их под своё командование. Вывез из окружения раненого командующего оперативной группой генерала-майора Алексеева В. М.
За время командования 1335-м ЗАП 22-й ЗАД РГК было сбито: 15 самолётов противника; подбито 3 самолёта. При стрельбе по наземным целям уничтожено: 365 солдат и офицеров, 10 огневых точек, 2 автомашины с боеприпасами, 2 бронемашины, 16 всадников.
Во время Балатонской оборонительной операции установил зенитные орудия на прямую наводку на переднем крае, и способствовал отражению атаки пехоты противника при поддержке 6 танков.

### Послевоенные годы
После реорганизации 3-го Украинского фронта в управление Южной группы войск Ю. А. Андерсен продолжил службу в Одесском военном округе.
В 1950 году заочно закончил Военную академию имени М. В. Фрунзе. В 1955—1957 годах проходил обучение в Высшей Военной академии имени К. Е. Ворошилова (академия Генерального Штаба), которую закончил с отличием.
В октябре 1957 года, на партийном собрании академии, посвящённом снятию с должности министра обороны Г. К. Жукова, выступил с резким возражением маршалу бронетанковых войск П. А. Ротмистрову. Это единственный официально подтверждённый случай такого рода.
В 1958—1961 годах проходил службу в 11-й армии Прибалтийского военного округа. В 1961—1963 годах командовал учебным центром ПВО в городе Богодухове Киевского военного округа. В 1963—1968 годах заместитель командующего войск ПВО Ленинградского военного округа. В 1968—1972 годах командующий войсками ПВО Прикарпатского военного округа.
В 1972—1978 годах начальник штаба войск ПВО Сухопутных войск. В 1978—1986 годах — заместитель начальника войск ПВО Сухопутных войск (заместитель командующего войсковой ПВО). В 1986—1987 годах — первый заместитель командующего войсками ПВО Сухопутных войск. С марта 1987 года на пенсии.
Неоднократно бывал в зарубежных командировках в Ираке, Ливане, Сирии, Ливии, Египте, Афганистане, Анголе, Мозамбике и других.
Скончался 18 июля 2001 года во время операции в Центральном военном клиническом госпитале имени П. В. Мандрыка в районе Сокольники, Москва. Урна с прахом находится в колумбарии Ваганьковского кладбища.

## Воинские звания
- Лейтенант (1941);
- Старший лейтенант (1941);
- Капитан (1942);
- Майор (1943);
- Подполковник (1947);
- Полковник (1954);
- Генерал-майор артиллерии (1970);
- Генерал-лейтенант артиллерии (1972);
- Генерал-лейтенант (1975).

## Награды
- орден Александра Невского (1945)
- 2 ордена Отечественной войны I степени (1945; 1985)
- 2 ордена Красной звезды (1943; 1954 — по фронтовому представлению)
- орден Трудового Красного знамени (1974)
- орден За службу Родине в Вооружённых Силах СССР III степени (1980)
- 24 медали (в том числе «дунайский бант»)
- орден Партизанской звезды II степени (СФРЮ) (1944; в 1949 году, под активным нажимом со стороны политуправления Одесского военного округа вернул орден, после нормализации отношений между СССР и СФРЮ, отказался от повторного награждения)
- орден «9 сентября 1944 года» с мечами III степени (НРБ) (1974)
- орден «9 сентября 1944 года» с мечами II степени (НРБ) (1985)
- орден «За заслуги перед Отечеством» I степень в золоте (ГДР) (1985)
- 11 медалей (4 от НРБ, 2 от СРР, 2 от МНР, 1 от ПНР, 1 от Республики Куба, 1 от НРА[уточнить])
- лауреат Государственной Премии СССР 1984 года (в составе коллектива, как Председатель Государственной комиссии по испытаниям и принятию на вооружение ЗРК «С-300В»)

## Сочинения
- Андерсен Ю. А., Дрожжин А. И., Лозик П. И. «Противовоздушная оборона Сухопутных войск», 1979 г., Воениздат. (Книга переведена и издана в ГДР и ВНР)